# Чотиризубець яйцеподібний
Чотиризубець яйцеподібний (Tetrodontium ovatum) — вид мохів порядку чотирикінчикальних (Tetraphidales).

## Поширення
Батьківщиною є Європа, Північна Америка.
Рослини часто ростуть перевернутими під виступами скель або в ущелинах, особливо в місцях з високою вологістю, іноді змішуються з іншими мохоподібними.

## Характеристика
Протонематальні щитки яйцеподібно-язикові, менше 0,5 мм, зубчасті, з великою гострою верхівковою коміркою, часто змішані з лінійними мукронатними щитками. Коробочки від рідкісних до дуже рідкісних, дозрівають наприкінці літа. Стеблові листки тупі.